# Marco Aneu Sêneca
Marco Aneu Séneca (português europeu) ou Sêneca (português brasileiro) (em latim: Marcus Annaeus Seneca; 54 a.C. - 39), também conhecido como Sêneca Pai (o seu filho Sêneca superou-o em fama), Sêneca, o Orador ou Sêneca, o Velho foi um orador romano e escritor, nascido numa família influente da ordem equestre em Córduba.

## Biografia
O seu prenome é desconhecido, embora seja aceite a conjetura de Rafael de Volterra de chamá-lo Marco. Durante uma longa estadia em Roma, Sêneca recorreu às leituras de oradores e retóricos famosos, enquanto preparava a carreira de advogado. O seu orador ideal foi Cícero, desaprovando o costume da sua época pelas florituras oratórias.
Durante a guerra civil romana, permaneceu em Córduba, o que o privou de escutar os discursos de Cícero.
Teve três filhos com a sua esposa Hélvia de Córduba: Lúcio Aneu Novato, adotado pelo amigo do seu pai, o orador Júnio Gálio, e posteriormente chamado Lúcio Júnio Gálio Aneano; Lúcio Aneu Sêneca, o filósofo, e Marco Aneu Mela, pai do poeta Marco Aneu Lucano.
Posto que já morrera quando o seu filho foi exilado por Cláudio em 41, e sendo as últimas referências nos seus escritos imediatamente posteriores à morte de Tibério, estima-se que faleceu em 39.

## Obras
A uma idade avançada, a pedido dos seus filhos, preparou, de memória, uma coleção de diferentes temas escolares e o seu tratamento por oradores gregos e romanos. Estes foram apresentados em dez livros de controvérsias (casos legais imaginários), nos quais eram discutidos setenta e quatro casos, dando as opiniões dos retóricos sobre cada caso, de diferentes pontos de vista, a sua divisão em diferentes perguntas simples (divisio) e, finalmente, os mecanismos para fazer aparecer o negro como branco e as circunstâncias atenuantes (cores).
Cada livro tinha um prefácio introdutório, no qual as características dos retóricos individuais eram discutidas animadamente. O trabalho é inconcluso, mas as partes em branco podem ser recheias de certo modo com a ajuda dos epitomes realizados nos séculos IV e V para o uso das escolas. Elementos românticos foram utilizados na coleção de anedotas e contos chamada Gesta Romanorum. Nos livros I, II, VII, IX e X figura tanto o original como o epítome. Nos remanescentes unicamente dispõe-se apenas dos epítomes. Até mesmo com a ajuda dos mesmos, somente sete prefácios são disponíveis.
As Controversiae eram complementados pelos Suasorie (exercícios de oratória), na que se discutia sobre as coisas que deviam ser feitas ou não fazer. A totalidade da obra forma o estudo mais importante sobre a história da oratória moderna.
Sêneca também foi o autor dum trabalho sobre a história de Roma, do começo da guerra civil até quase a sua própria morte, que foi publicado pelo seu filho. Do mesmo é conhecida uma parte pela obra de Lúcio Aneu Sêneca De vita patris, cujo começo foi descoberto por Barthold Georg Niebuhr. A autoria dos trabalhos do pai tinha outorgada ao filho durante a Idade Média, até ser vindicado por Rafael de Volterra e Justo Lípsio.

## Referência bibliográfica
- Séneca, Marco Anneo (2005). Controversias; Suasorias. Obra completa. [S.l.]: Madrid :  Editorial Gredos. ISBN 978-84-249-2776-9

1. — (2005). Volumen I : Controversias. Libros I-V. [S.l.]: Madrid : Editorial Gredos. ISBN 978-84-249-2777-6
2. — (2005). Volumen II : Controversias. Libros VI-X; Suasorias. [S.l.]: Madrid : Editorial Gredos. ISBN 978-84-249-2778-3